# Rafael Mercadante
Rafael Mercadante Mena (Saltillo, 15 de maio de 1973) é um ator, apresentador, cantor, locutor de caráter internacional da televisão mexicana e americana.

## Biografia
Seu primeiro contato com a televisão foi aos 10 anos no programa Club Infantil do Canal 2 da Televisa Monterrey, com o grupo de dança Rafael e sua Ballet, e posteriormente destaca de maneira local em Saltillo, com um grupo coreográfico para shows, festas infantis e debutantes.
Fue becado pela Televisa para ingressar ao CEA (Centro de Educação Artística de Televisa) Geração (93-95). Iniciou na Cidade de Monterrey e finalizou seus estudos na Cidade do México
Durante os seguintes se desempenhou como ator de exitosas telenovelas como El manantial e El privilegio de amar, entre outras. Também foi condutor de diversos programas de televisão, participando ao mesmo tempo em diferentes obras teatrais e musicais.
Trabalhou como locutor de rádio do programa La Pijama transmitido no México e na fronteira de Estados Unidos durante três anos para a cadeia Firmesa, Raza e Radio Cadena Nacional.
Em 2001 inicia sua faceta como cantor, a qual leva 4 álbuns em diferentes gêneros musicais da música regional mexicana, como o nortenho, duranguense banda, além de uma fusão de música de rock com nortenho a que batizou como "Rockteñobanda"
Em 2003 ingressa a cadeia Univision como apresentador e mais tarde como produtor associado do programa Caliente e diversos programas especiais para a mesma empresa.
Foi nomeado como revelação juvenil nos Premios TVyNovelas e foi ganhador do Emmy em 2007 pela direção do Desfile de las Rosas (The Rose Parade) para Univision, em Los Angeles.
É a imagem latina do detergente Oxyclean para México, USA e Canadá.

## Carreira

### Novelas
- Gente Bien (1997) (Televisa)
- El privilegio de amar (1998).... Mauricio Trujillo
- Cuento de Navidad (1999)
- El manantial (2001).... Gilberto Morales
- Pecadora (2009).... Andres

### Programas Unitários
- “En Familia con Chabelo” (Televisa)
- “La Cuchufleta” (Televisa)
- “Mujer casos de la vida real” (Televisa)
- "Sábado Gigante" Protagonista del segmento de comedia "La cosa esta dura" (Univisión)

### Teatro
- Vaselina (1991)
- Jesucristo Superestrella (1991)
- Monte Calvo (1992)
- La Mudanza (1993)
- El Inspector (1994)
- El Libro de la Selva (1995)
- Piratas (1996)
- Power Rangers (1996)
- Dumbo (1997)
- Bésame Salvaje (1998)
- Navaja Caliente (1998)
- El Enfermo Imaginario (1999)
- Cenicienta (1999)
- La Bella y la Bestia (2003)
- Todos tenemos Problemas Sexuales(2003)
- Pasta al pesto (2013)

## Discografia
- Mi Joven Corazón (2001)
- Rafael Mercadante Acompanado de Patrulla 81 y Control (2006)
- Estas ganas que tengo (2008)
- Rockteñobanda (2014)